# 鍾繼元
鍾繼元（1530年—？），字仁卿，浙江嘉興府桐鄉縣人，民籍，明朝政治人物。

## 生平
嘉靖二十八年（1549年）己酉科浙江鄉試第五十六名舉人。嘉靖四十一年（1562年）中式壬戌科會試第六十二名，三甲第一百三十一名進士。授江西安福县知县，擢刑部主事，升员外郎，出任广东按察司佥事，调任湖广。精通易经。

## 家族
曾祖鍾鼎；祖父鍾雲，縣丞；父鍾德，訓導。母趙氏；繼母施氏。慈侍下。弟继亨、继元。